# Gran Curucaye
Gran Curucaye es una localidad de Trinidad y Tobago, que forma parte de la región de San Juan-Laventille.

## Geografía
La localidad abarca parte de la isla Trinidad y limita al norte con La Canoa, al sur con San Juan y Petit Curucaye, al este con Valley View y La Seiva Village (ambas pertenecientes a la región de Tunapuna-Piarco) y al oeste con Lower Santa Cruz y Febeau Village.

## Demografía
Datos demográficos de la localidad de Gran Curucaye:
| Gráfica de evolución demográfica de Gran Curucaye entre 2000 y 2011 |
|                                                                     |